# Лист від коханого
Лист від коханого (нід. De liefdesbrief) — картина пізнього періоду творчості нідерландського маляра 17 століття Яна Вермера з міста Делфт.

## Опис твору
У кімнаті заможної родини, де служниця прибирала, сталася невеличка, але сподівана подія — прийшов лист. І служниця, і господиня знають, що то лист від паніного коханця. Але їхця реакція на довго сподіваний лист різна. Служниця задоволена, бо їй набрид поганий настрій паньонки, а пані ніяк не прийде до тями після тривалого ждання.

## Ребуси картини
Щоб підсилити виразність твору, Ян Вермер ужив засобу звуження. Подія картини відбувається в щільному просторі, обмеженому порталом сусідньої кімнати, що через неї персонажі спостерігають художник і глядач. Ми бачимо праворуч стілець з нотами, а за отвором порталу — кілька побутових речей: деркач для підлоги, стоптані домашні черевики, кошик з білизною. Тільки опісля погляд доходить до персонажів картини.
Доба бароко полюбляла алегорії і насичувала ними вірші, гравюри, садово-паркову скульптуру, портрети, картини. Традицію вбачати подвійний зміст навіть у побутових речах піддержало й голландське бароко 17 століття — спокійне, стримане, досить малорухоме. Так, стоптані домашні черевики були ознакою еротизму, а деркач для підлоги — натяком на сексуальні стосунки, що почалися до шлюбу. На несталі стосунки з коханцем натякає й картина з морським пейзажем, стихія неспокійна, непередбачувана, як і стосунки між пані та її обранцем. Навіть довго сподіваний лист не приніс їй радості.
Лист від коханого та лист, що читає молодиця — взагалі досить поширений сюжет серед картин Яна Вермера 1670-х років. Ця тема розв'язана ще й у деяких картинах митця, які зберігають ще Дрезденська картинна галерея та ще одну «Пані в блакитному», яку теж зберігає Державний музей (Амстердам).

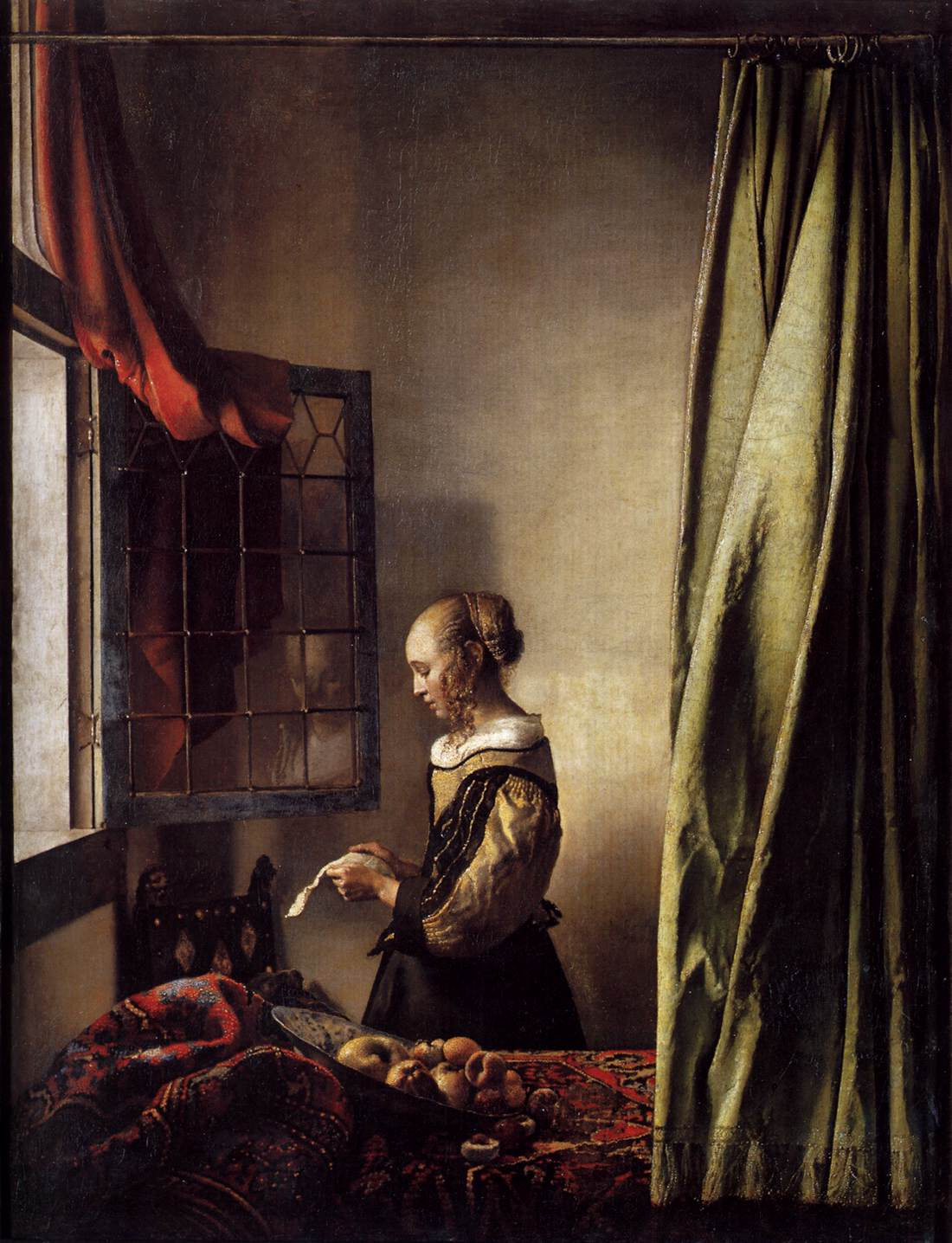
«Дівчина, що читає лист біля відкритого вікна»
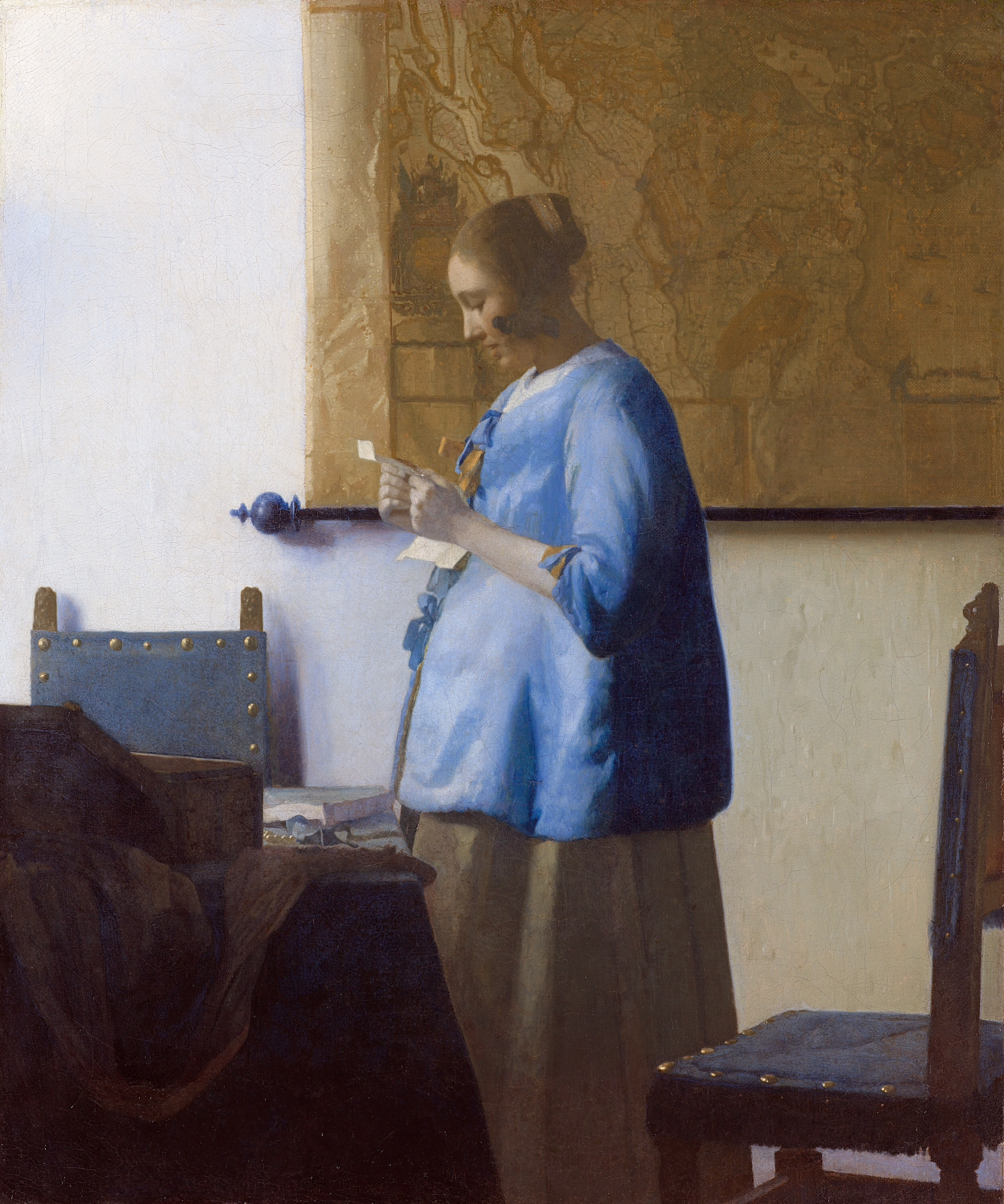
«Пані в блакитному читає листа»